# Bắp chuối ngực vằn
Arachnothera robusta là một loài chim trong họ Nectariniidae.